# Pedro de Zárate
Pedro Ortiz de Zárate y Mendieta (* um 1500 in Orduña; † 1547 in Lima) war ein spanischer Konquistador. Er war Magistrat und Richter der Audiencia in Lima und der Onkel des Konquistadors Juan de Garay.

## Leben
De Zárate wurde um 1500 in Orduña (Kastilien) geboren, als eines von vier Kindern des Hauptmannes Lope Ortiz Mendientea und dessen Frau Juana Hernandez de Zarate, darunter Juan Ortiz de Zárate, der ebenfalls Konquistador war. Bei einem Stadtbrand im Jahr 1535 gingen praktisch alle weiteren Daten und Unterlagen über die damaligen Familienmitglieder verloren.
Aufgrund der Vergewaltigung seiner Schwester Lucia de Mendieta y Zarate durch den Adligen Diego Lopez de Ochaniano entschied Pedro de Zarate, den 1535 ebenfalls in Orduna geborenen Neffen aufzuziehen. Durch den schon erwähnten Stadtbrand weiß man weder den Taufnamen noch das genaue Geburtsdatum des Jungen. Als sich Lucia mit Martin de Garay verheiratete, erkannte dieser das Kind als sein Eigenes an. Demzufolge nahm der Junge den Namen Juan de Garay an.
Pedro de Zarate bekleidete den Titel Lizenziat der Rechte und war spanischer Magistrat. Sein Amt als Bürgermeister von Segovia gab er auf, als er am 1. März 1543 zum Mitglied der ersten Real Audiencia in Lima durch den König ernannt wurde. Die Ernennung geschah zusammen mit den Edelleuten Diego Vasquez de Cepeda, Juan Lisson de Tejada sowie Juan Alvarez.
Die Reise begann in Sanlucar de Barameda mit den übrigen Mitgliedern der Audienca sowie dem eben ernannten Vizekönig von Peru, Don Blasco Nunez Vela. Ebenfalls begleitete Pedro de Zarate seinen damals noch minderjährigen Neffen Juan de Garay. Nach der Ankunft in Nombre de Dios (Colon, Panama) Durchquerte man die Landenge, um die Stadt Panama zu erreichen. Dort eben erst angekommen, gedachte Blasco Nunez Vela, die Reise unverzüglich fortzusetzen, damit die eben in Kraft getretenen „Leyes Nuevas“ auch in Peru durchgesetzt würden. Ortiz de Zarate sowie die 3 Mitglieder der Audienca rieten zu einem vorsichtigen Vorgehen und die Gesetze erst nach vertiefter Kenntnis der verworrenen Situation vor Ort umzusetzen. Die Bestürzung der Bevölkerung in Peru wandelte sich in Wut und Hass gegenüber den klaren Aussagen Blasco Nunez Vela, die Leyes Nuevas buchstabengetreu umzusetzen und dabei keinerlei Änderungen oder Anpassungen zuzulassen. Der Vizekönig verschloss sich dem Rat der Audiencia und setzte die Expedition nach Peru ohne die 4 Richter fort. Offenbar empfand der Vizekönig die Ratschläge als Hemmnis bei der Durchsetzung seiner Pläne und so kamen ihm die Erkrankungen von Pedro de Zarate und Juan Lisson de Tejada gerade recht. Später setzte Ortiz de Zarate mit den übrigen Mitgliedern des Kollegiums seine Reise auf dem Seeweg nach Tumbez fort, um von dort auf dem Landweg Lima zu erreichen. Da er gesundheitlich noch nicht hergestellt war, verblieb er längere Zeit in Trujillo, während die übrigen Richter die Weiterreise nach Lima in Angriff nahmen. Nach seiner vollständigen Genesung konnte er in Lima die Arbeit mit der nun vollzähligen Audiencia aufnehmen. Zu Beginn der Tätigkeit arbeitete das Kollegium gut mit dem Vizekönig zusammen. Die Situation änderte sich aber nach der Ermordung von Illan Suarez de Carbajal, eines bei der Bevölkerung sehr beliebten und geachteten Edelmannes, durch den misstrauischen Blasco Nunez Vela. Die Bevölkerung, wie auch die Audiencia, verabscheuten die Bluttat. Viele setzten ihre Hoffnung in die vier Richter, die meisten jedoch sahen nur noch in Gonzalo Pizarro den Mann, der Peru den Frieden bringen und die Carta der Leyes Nuevas beseitigen konnte. Nach Drohungen des Vizekönigs gegen die Bevölkerung und das Richterkollegium wandten sich drei der Richter an die Bewohner von Lima, Blasco Nunez de Vela festzunehmen. Pedro Ortiz de Zarate widersetzte sich dem Ansinnen der übrigen Mitglieder der Audienca wie auch der Bevölkerung, die sich für die Rückschaffung des Vizekönigs nach Spanien starkmachten. Ebenso verweigerte er seine Zustimmung zur Einsetzung des Oidors (Richter) Cepeda in das Amt als Vorsitzenden der Audienca, Gouverneur und Generalkapitän von Peru.
Nach dem Einzug von Gonzalo Pizarro an der Spitze eines Heeres von 1200 Spaniern, Kanonen, Reitern und 4000 indianischen Hilfskräften in Lima ernannten ihn die übrigen drei Richter zum Vizekönig und Statthalter von Peru, da sich Pedro Ortiz de Zarate dem Ansinnen, dieses Mal des Rebellen Gonzalo Pizarro, anfänglich widersetzte. Schlussendlich gab er dem ausgeübten Druck der Empörer nach, auch aus Angst um das Leben seiner Familie. Die Situation für ihn spitzte sich so weit zu, dass er keinen anderen Ausweg sah, als seine Tochter mit einem Stiefbruder von Gonzalo Pizarro zu verheiraten. Alle diese Vorkommnisse verschlimmerten den bereits schwachen Gesundheitszustand des Magistraten weiter und so starb er kurze Zeit später nach der Einnahme von „Medikamenten“, die ihm Gonzalo Pizarro verabreichte.